# スワン・ヘネシー
エドワード・スワン・ヘネシー（Edward Swan Hennessy, 1866年11月24日 - 1929年10月26日）は、アイルランド系アメリカ人の作曲家で、生涯の大半をパリで送った。戦前のピアノ曲には非常に描写的な標題音楽の小品作家としての特徴が強くみられる。ブルトン人作曲家グループの一員となってからはケルト系作曲家として名声を広めたが、これはアイルランド系の出自に加え、フランスの観点からもアイルランド・イギリスの観点からも比類のない作風だったためである。１９５０年以降には後世の記憶にほぼ残らなかったものの、アンリ・コレやルイ・ヴュイユマン、エミル・ヴュイヤモズ、ルシアン・シェヴァイイエールなど当時のフランスの音楽評論家から絶賛された。何曲かの作品にはジャズの要素が使われ、年の市の喧騒、乗り物や工場の騒音などから着想を得たものもある。これらは１９２０年以降に活躍した作曲家集団「フランス６人組」の傾向を先取りしたものと言える。

## 生涯
アメリカ合衆国イリノイ州ロックフォードにアイルランド系アメリカ人として生まれ、1870年頃からシカゴで育った。父親のマイケル・デイビッド・ヘネシー（Michael David Hennessy, 1837年—1919年）はアイルランドのコーク出身だが、1853年にカナダを経由してアメリカに移住。この国でシカゴ・シティ・レイルウェイズ（路面電車の運営会社） の会長を務めるまでに出世した後、1874年からは弁護士として活躍した 母親は、共和党の結成メンバーにも名を連ねた合衆国最高裁判所のジョセフ・ロックウェル・スワン（Joseph Rockwell Swan）判事の娘、セーラ・J・スワン（Sarah J. Swan,1833年頃—1880年）。ベイカー辞典（Baker’s Biographical Dictionary of Musicians）には、スワン・ヘネシーが英オックスフォードで「一般科目」を勉強したとの記述があるが、その事実は証明されていない。おそらく同地の私立学校で約１年間教育を受けたというのが実際のところであろう。1879年には独シュトゥットガルトへ渡り、1886年まで音楽大学に在籍した。同地ではエドムント・アルヴェンス（Edmund Alwens）教授のクラスでピアノを、米国人のパーシー・ゲチアス（Percy Goetschius）教授の英語によるクラスで作曲を専攻した。
卒業後は英国に移り（1886年—1892年）、ロンドンに居住。1888年にはエジンバラで結婚し、二人の子供に恵まれるも1893年に離婚した。この後はイタリアを拠点に欧州の様々な土地（フランス、ベルギー、スイス、アイルランドなど）を巡る落ち着かない10年を過ごしたが、1903年にようやくパリに腰を定めた。1909年7月、ブリュッセルで知り合ったポーランド人女性のクレア・プシビシェフスカ（Claire Przybyszewska,1883年－1947年）と再婚。クレアの母は象徴派の作家、スタニスワフ・プシビシェフスキ（Stanisław Przybyszewski）の従姉妹だった。夫婦は、後に蒐集家・歴史家となる一人息子のパトリス（Patrice Hennessy,1910年—1973年）を授かった。
スワン・ヘネシーの血筋はブルターニュ地方とは無縁だが、1912年にブルトン人作曲家協会（Association des compositeurs bretons）の会員に迎えられ、第１次世界大戦以降もポール・ル・フレム（Paul Le Flem）、ポール・ラドミロー（Paul Ladmirault）、モーリス・デュアメル（Maurice Duhamel）、ルイ・オベール（Louis Aubert）、ルイ・ヴュイユマン（Louis Vuillemin）、ルシアン・オードベール（Lucien Haudebert）らの会員と交流を続けた。ヘネシーの名がフランスに知れ渡るのは、この協会の会員になってからだった。1922年にパリで弦楽四重奏曲第２番、op.49（1920年）がアイルランド人演奏者によって初演されると、彼の作品はその後数年間にはアイルランドでも日の目を見るようになった。この四重奏はアイルランドの革命家、テレンス・マックスウィーニー（Terence MacSwiney）を追悼したものである。
ヘネシーは比較的簡単な手術の後で発症した塞栓症のために死亡。葬儀の弔辞は作曲家ショルジュ・ミゴー（Georges Migot）が読み上げた。ヘネシーとその遺族は、パリのモンパルナス墓地（第3セクション、28区画）に埋葬されている。

## 作風
1900年以前のスワン・ヘネシーの作風は、保守的な音楽教育やシュトゥットガルト時代に師事を仰いだ教師たちが好むロベルト・シューマン（Robert Schumann）に強い影響を受けている。パリに居を移した頃のヘネシーはマックス・レーガー（Max Reger）の崇拝者でもあった。後年の作品には同時代の様々な作曲様式の影響が見られるものの、ドイツ・ロマン派音楽の深い影響から完全に脱却することはなかった。1907年から1913年にかけては印象派スタイルの曲が増えた。特に多くのピアノ曲や歌曲において、自然や乗り物、工業施設などを含め、当時を取り巻く環境が発する音にひらめきを得た描写的、標題音楽的なスタイルが顕著になる。同時代のエリック・サティ（Erik Satie）と同じように、この年代のヘネシーの作品にはユーモラスで風刺に富んだ曲が多い。同時代のある評論家は “Il fut un humoriste d’une verve drue dont la drôlerie était faite à la fois d’observation et d’invention, de fantaisie et de psychologie“（彼は非常に熱心なユーモア作者だ。そのユーモアは観察や独創力、空想や心理学から派生したものだ) と論評している。しかし、フランスやドイツの音楽界に数多くの好意的な反響を巻き起こしながら、パリでその作品を演奏する機会はなかなか巡って来なかった。
1912年にブルトン人作曲家協会に入会してから、アイルランドやスコットランド、ブルターニュ地方の伝統的な音楽の要素を作曲に取り入れるようになると、こうした状況は一変した。第１次世界大戦による活動休止を経た後（戦時はスイスのモントルー近郊に疎開していた）、特に1920年代にケルトの傾向を強めていく。「ケルトの」、「ゲールの」、「アイルランドの」といった形容詞で終わる題名の多くの作品は伝統的な民族音楽のメロディーやリズムに着想を得たものだが、現存する民族音楽の曲をそのまま借用することは滅多になかった。民族音楽にみられる典型的なメロディーやリズムの表現法を駆使し、独自の曲を創り上げた。多くの二重奏や三重奏、四重奏などヘネシーの室内楽曲の大半は1920年代に生まれている。こうしてヘネシーは「ケルト音楽作家」として名声を得ることになり、戦前に生まれた独創的な（そして全く異なる作風の）ピアノ曲はすっかり忘れ去られてしまった。フランスの新聞に掲載された追悼文では、“le barde de l’Irlande“（アイルランドの吟遊詩人）と形容され、“l’ancienne mélodie celtique“（いにしえのケルトメロディー）の救済者として祭り上げられた。
生前のヘネシーは、同時代に興隆した前衛的な音楽に対して非常に批判的だった。 アルノルト・シェーンベルク（Arnold Schönberg）には特に辛辣で、音楽業界紙にしばしば嘲笑的、悲観的な文やコメントを投稿した。ヘネシーが破滅的と捉えたこのような潮流に対する答えは、地域的民族音楽の伝統への回帰、そしてそれを歌曲に取り入れることだったといえよう。
パリに移ってからのヘネシーの作品は、主にE. デメッツ（E. Demets）により、1923年からはマックス・エシヒ（Max Eschig）によって発行された。その他の出版社はショット（Schott, マインツ）、ブライトコプフ＆ヘルテル（Breitkopf & Härtel, ヴィースバーデン）、オージェナー（Augener, ロンドン）など。

## 代表的な作品

### 室内楽
- 月に捧げる歌　ロマンティックな曲（ピアノトリオ）op.10（Lieder an den Mond. Romantische Stücke）— 1888年発行
- アイルランド風ソナタ（バイオリンとピアノ）op.14（Sonate en style irlandais）— 1904年
- 弦楽四重奏曲第１番（組曲）op.46（Prémier Quatuor（Suite））— 1913年
- 弦楽四重奏曲第２番op.49（Deuxième Quatuor）— 1920年
- ケルトのラプソディー（バイオリンとピアノ）op.50（Rapsodie celtique）— 1915年
- ケルトの弦楽三重奏小曲op.52（Petit trio celtique）— 1921年
- 三重奏曲（２本のクラリネットとファゴット）op.54（Trio）— 1921年
- 6つの音のテーマによる変奏曲（フルート、バイオリン、ビオラ、チェロ）op.58（Variations sur un thème de six notes）— 1924年
- 4つのケルトの小品（イングリッシュホルン、バイオリン、ビオラ、チェロ）op.59（Quatre Pièces celtiques）— 1925年
- 弦楽四重奏曲第３番op.61（Troisième Quatuor à cordes）— 1926年
- ケルトのソナチネ（ビオラとピアノ）op.62（Sonatine celtique）— 1924年
- ゲールのラプソディー（チェロとピアノ）op.63（Rapsodie gaélique）— 1925年
- 2つの小品（アルトサクソフォンとピアノ）op.68（Deux Morceaux）— 1926年
- 三重奏曲（フルート、バイオリン、ファゴット）op.70（Trio）— 1926年
- 4つの小品（アルトサクソフォンとピアノ）op.71もしくは（ビオラとピアノ）op.71b（Quatre Morceaux）— 1929年
- 弦楽四重奏曲第４番op.75（Quatrième Quatuor à cordes）— 1930年
- ソナチネ第２番（バイオリンとピアノ）op.80（Deuxième Sonatine）— 1929年
- ソナチネ（チェロとピアノ）op.81（Sonatine）— 1929年

### ピアノ曲
- アイルランド風オリジナルテーマの変奏曲op.12（Variations sur un thème original dans le style irlandais）— 1902年
- 森のはずれでop.21（Au bord de la forêt）— 1907年
- エチュードop.25（Étude）—1907年
- 新しいアルバムのページop.27（Nouvelles feuilles d’album）— 1908年
- 古いアイルランドのメロディーの変奏曲op.28（Variations sur un air irlandais ancien）— 1908年
- 女性のスケッチop.33（Croquis de femmes）—1911年
- ミドミファシミの小組曲op.34（Petite suite sur les notes Mi Do Mi Fa Si Mi）— 1911年
- 祭　2つの叙述的な小品op.36（Fêtes. Deux Morceaux descriptifs）— 1911年
- 旅の途中… 自然描写の習作op.40（En passant ..., Études d’aprés nature）— 1912年
- 気まぐれなワルツop.41（Valses caprices）— 1912年
- ソナチネop.43（Sonatine）— 1912年
- 道と小径　自然描写の習作op.44（Sentes et chemins, Nouvelles études d’aprés nature）— 1912年
- ケルトの小品op.45（Pièces celtiques）— 1912年
- パリのスケッチop.47（Croquis parisiens）— 1913年
- ユーモラスな印象op.48（Impressions humoristiques）— 1913年
- ケルトのソナチネop.53（Sonatine celtique）— 1924年
- 孤独人の短詩op.55（Épigrammes d’un solitaire）— 1924年
- 3つのエキゾチックな小品op.57（Trois Pièces exotiques）— 1922年
- 演奏会用エチュードop.60（Étude de concert）— 1924年
- アイルランドのラプソディーop.67（Rapsodie irlandaise）— 1929年
- 郊外　６つの小品op.69（Banlieues ..., Six Petites pièces）— 1929年
- 複数の作曲家風の音楽　全５冊（À la manière de ...）— 1927〜8年

### ピアノ歌曲
- リディア（Lydia）op.23（作詞：シャルル・ルコント・ド・リールCharles Leconte de Lisle）— 1908年
- エピファニー（Epiphanie）op.26（作詞：ジョゼ＝マリア・ド・エレディアJosé-Maria de Heredia）— 1908年
- 2つのメロディー（Deux Mélodies）op.30（作詞：ジョゼファン・スーラリJoséphin Soulary、シャルル・ボードレールCharles Baudelaire）— 1908年
- 3つのスコットランドの歌（Trois Chansons écossaises）op.31（作詞：シャルル・ルコント・ド・リールCharles Leconte de Lisle）— 1907年
- 3つのスペインの歌（Trois Chansons espagnoles）op.42b（作詞：エマヌエル・フォン・ガイベルEmmanuel von Geibel、ハインリヒ・ハイネHeinrich Heine）— 1921年
- 3つのメロディー（Trois Mélodies）op.56（作詞：シャルル・ボードレールCharles Baudelaire、アルベール・サマンAlbert Samain、ジャン・アジャルベールJean Ajalbert）— 1925〜32年
- アンドレ・ドラクールAndré Delacourとルコント・ド・リールLeconte de Lisleの詩による３つのメロディー（Trois Mélodies sur des poésies d’André Delacour et de Leconte de Lisle）op.66 — 1926年
- 3つのケルトの歌（Trois Chansons celtiques）op.72（作詞：シャルル・ルコント・ド・リールCharles Leconte de Lisle、アナトール・ル・ブラーズAnatole Le Braz、ピエール・シーズPierre Scize）— 1927年
- 2つのメロディー（Deux Mélodies）op.73（作詞：ポール・ジェラルディPaul Géraldy、アナトール・ル・ブラーズAnatole Le Braz）— 1928年
- 2つのメロディー（Deux Mélodies）op.79（作詞：ポール・ヴェルレーヌPaul Verlaine、プロスペール・ブランシュマンProsper Blanchemain）— 1934年

## 録音作品
- ４つのケルトの小品（Quatre Pièces celtiques）op.59、イングリッシュホルンとオルガンに編曲、マンフレート・ホートManfred Hoth（イングリッシュホルン）、ウルリヒ・ライカムUlrich Leykam（オルガン）、K＆M Records, CD 〔年代不詳〕[11]
- クラリネット２本とファゴットのための木管三重奏曲（Trio）op.54、トリオ・ダンチェ・ディ・ボルツァーノTrio d’Ance di Bolzano：Rainbow RW98107, CD（1999年)
- ４つのケルトの小品（Quatre Pièces celtiques）op.59、イングリッシュホルンと管弦楽に編曲、レイチェル・トーミーRachel Tolmie（イングリッシュホルン）、ブルバキ・アンサンブルBourbaki Ensemble： Wirripang Wirr 018, CD（2008年）
- クラリネット２本とファゴットのための木管三重奏曲（Trio）op.54、 トリオ・プレイエルTrio Pleyel：bremenradiohall records brh cd 1305, CD と Downloads（2013年）
- 弦楽四重奏全集、RTÉ ConTempo Quartet：RTÉ lyric fm CD 159、 CD（2019年）, 1. 弦楽四重奏曲（組曲）op.46；2. 弦楽四重奏曲op.49；3. 弦楽四重奏曲op.61；4. 弦楽四重奏曲op.75；セレナーデop.65；ケルトの弦楽三重奏小曲op.52
- ピアノ選曲集、モーリッツ・エルンスト：Perfect Noise PN 2006, CD （２０２０年）、収録作品：森のはずれで（Au bord de la forêt）op.21；女性のスケッチ （Croquis de femmes）op.33；祭（Fêtes）op.36；旅の途中..., 自然描写の習作（En passant...Études d’aprés nature）op.40；気まぐれなワルツ（Valses caprices）op.41；ソナチネ（Sonatine）op.43；ケルトの小品 （Pièces celtiques）op.45； パリのスケッチ（Croquis parisiens）op.47；バンリュー（Banlieues...）op.69；複数の作曲家風の音楽から４選...ボロディン風、シャブリエ風、ドビュッシー／ゴダール風、ラヴェル風（À la manière de ...Borodine, Chabrier, Debussy-Godard, Ravel）
- ビオラとピアノ曲集I 、マルチン・ムラヴスキ（ビオラ）、アナ・スタルゼツ−マカンダシス（ピアノ）：Acte Préalable AP 490, CD（２０２０年）、収録作品：Berceuse op.13； Au village op.22；気まぐれなワルツ（Valses caprices）op.41；ケルトのラプソディー（Rapsodie celtique）op.50；ケルトのソナチネ（Sonatine celtique）op.62；２つの小品（Deux Morceaux）op.68；ケルトの小品（Pièce celtique）op.74